# Карло ди Кастеламонте
Карло Коненго ди Кастеламонте (на италиански: Carlo Cognengo di Castellamonte; * (ок.) 1560 или 1571 в Торино, Савойско херцогство, † 1640, пак там) е италиански архитект, инженер и военен.
Той е граф на Кастеламонте и един от най-големите представители на пиемонтския барок .
Той е баща на архитекта Амедео ди Кастеламонте .

## Биография
Роден през 1571 г., както открива Либеро Манети. Тази датировка прави невъзможна хипотезата на Карло Богио за пътуването му до Рим през 1579 г., за да учи със Скамоци.
Първите свидетелства за него датират от края на 16 век, когато се явява на служба на херцог Карл Емануил I Савойски като помощник на първия придворен инженер – римлянинът Асканио Витоци . Връзката с Витоци е особено близка, дотолкова, че през 1608 г. той е кум на сватбата на Карло, който се жени за Лукреция Винеа – дъщеря на нотариус от Торино. На 17 юни 1613 г. се ражда синът им Виторио Амедео ди Кастеламонте, също известен архитект.
През 1607 г. Карло ди Кастеламонте изготвя проекта за фасадата на базиликата „Корпус Домини“ в Торино. Назначен за архитект на Негово кралско височество през 1615 г., той продължава програмата, желана от Карл Емануил I и започната от майстора, целяща да придаде на Торино урбанистичното лице на столица на Савойското херцогство.

## Творчество
- продължаването през 1621 г. на виа Нуова  (към 2021 г. нар. Виа Рома), която трябва да служи като основна ос на нов торински квартал; това, което виждаме днес обаче е резултат от цялостен ремонт, извършен между 1931 и 1937 г.Торино, Пиаца Сан Карло
- проектът за Кралския площад (към 2021 г. нар. Пиаца Сан Карло) като продължение на проекта за виа Нуова: вдъхновен както от френски модели за правоъгълното оформление с конната статуя в центъра, така и от римските модели с присъствието на двете симетрични църкви на Сан Карло и Санта Кристина.
- Църква „Санта Кристина“ (през 1639 г.) с фасада на Филипо Ювара ( 1715 - 1718).
- Многобройни интервенции по замъци и кралски вили:
  - преобразуване и разширяване на замъка Валентино (където наема художника и мазачите Исидоро Бианки от Кампионе д'Италия и синовете му Помпео и Франческо), започнало през 1633 г. и продължило до 1660 г. от сина му Амедео
  - преобразуване на Кралския замък в Монкалиери
  - изграждане на Вила на кралицата в Торино
  - изграждане на част от замъка в Риволи
  - изграждане на замъка в Мондови, последният в сътрудничество със сина му Амедео
  - обновяване на част от Палацо Мадама в Торино
  - оригиналени проект (осъществен след смъртта му) на първата версия на Палацо Соларо дел Борго в Торино.